# Philomeces albicrus
Philomeces albicrus är en skalbaggsart som först beskrevs av Aurivillius 1907.  Philomeces albicrus ingår i släktet Philomeces och familjen långhorningar. Inga underarter finns listade i Catalogue of Life.